# Queen's Hall

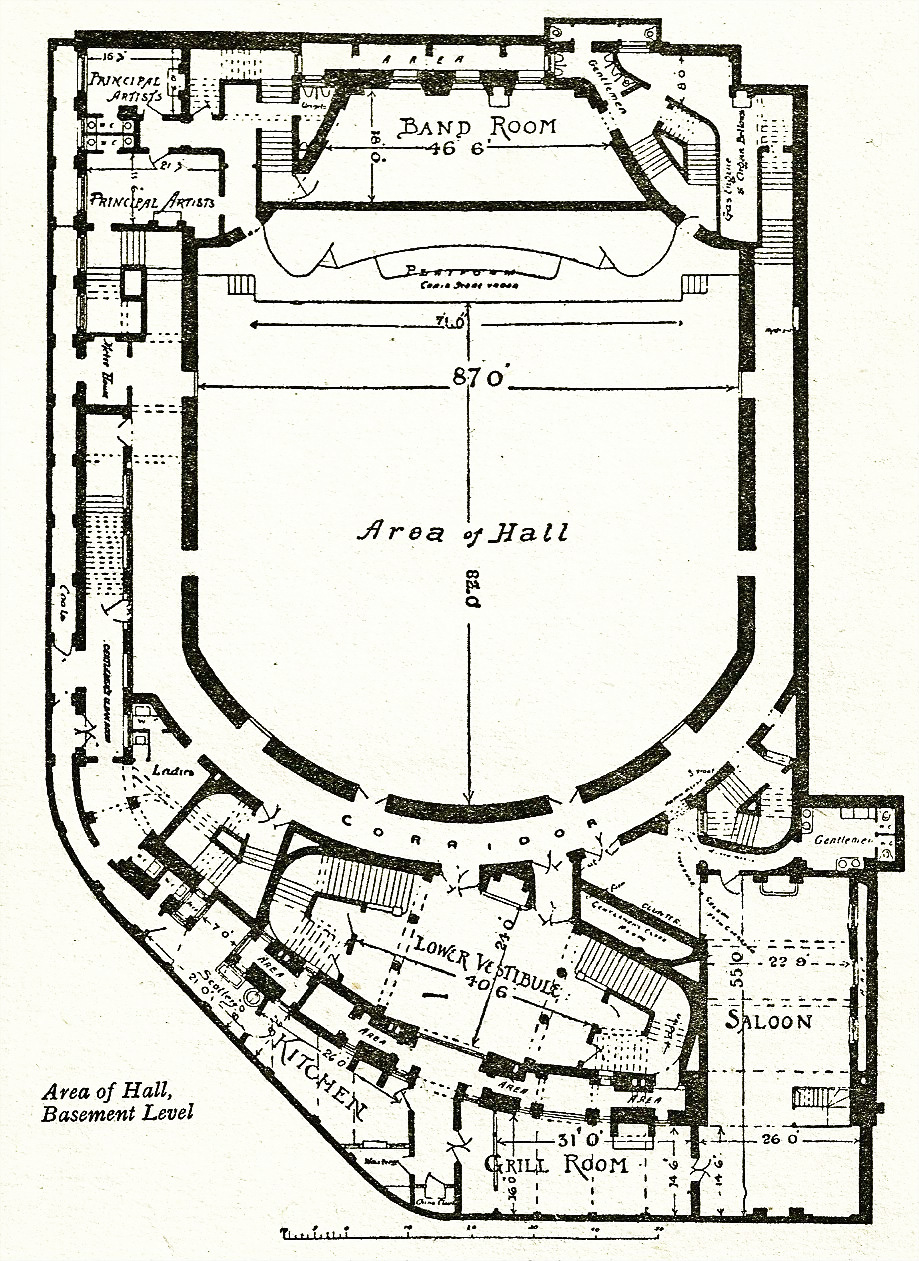
Planta de Knightley para el nivel de la plataforma del hall

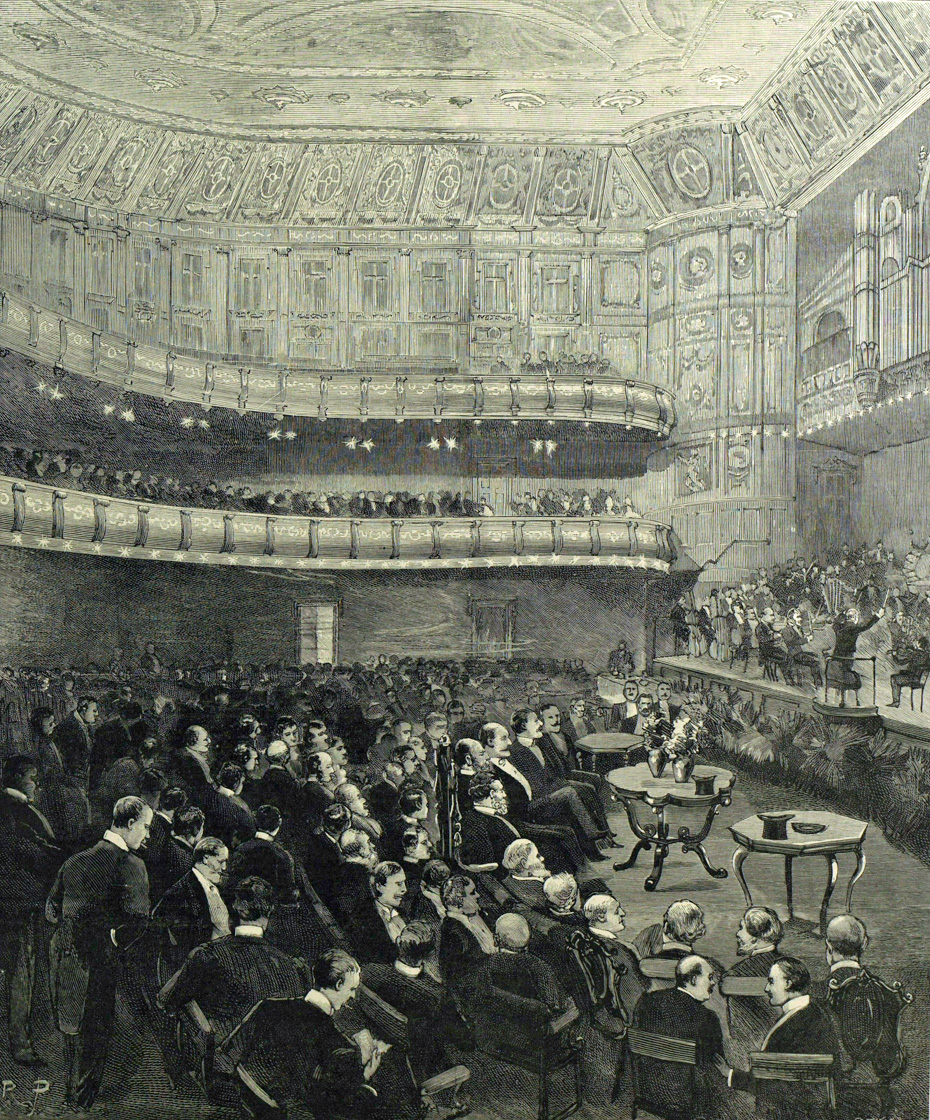
Royal concert en 1893

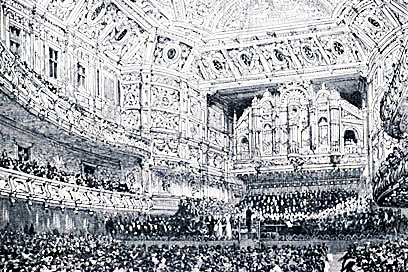
El interior del Queen's Hall de Londres según una ilustración de 1893.

El Queen's Hall fue una sala de conciertos de música clásica de Londres (distrito de la Ciudad de Westminster) que se levantaba en Langham Place. Inaugurada en 1893, fue uno de los centros culturales más frecuentados por los londinenses hasta su destrucción por una bomba incendiaria en 1941, durante la Segunda Guerra Mundial. Sobre su solar se edificó el actual Hotel St George. En el Queen's Hall el empresario Robert Newman y el director Henry J. Wood fundaron en 1895 los famosos conciertos Proms.

## El edificio
El Queen's Hall fue diseñado por el arquitecto Thomas Edward Knightley. Estaba situado en Langham Place y tenía un total de diecisiete puertas que daban a tres calles (Langham Place, Riding House Street y Great Portland Street. Tenía un aforo de tres mil personas y su planta ocupaba 2.000 metros cuadrados. Se consideraba que su acústica era perfecta. El Queen's Hall tenía la peculiaridad de que el paraíso estaba al nivel de la calle y, por tanto, había que bajar escaleras para acceder a los palcos y a la platea. El mobiliario del teatro se encargó a Lapworth Brothers and Harrison y se iluminaba con lámparas de gas y eléctricas.
El aspecto original del teatro está evocado en el libro de Elkin Royal Philharmonic (1946): tapicerías rojas, espejos, medallones de compositores famosos, los cupidos del techo, el color de las paredes de un gris que recordaba la panza de un ratón londinense (the belly of a London mouse). El arquitecto Knightley aseguró haber llevado ratones muertos para que los pintores acertaran con el tono adecuado. El patio de butacas disponía de asientos movibles, una gran alfombra amarronada y una fuente central (con un lecho de piedras, peces de colores y nenúfares). El interior del teatro se reformó en 1919, se redujo su capacidad a un aforo a dos mil cuatrocientas personas, y el vestíbulo se pintó de un tono azulverdoso. La bóveda tiene pinturas inspiradas en las de la Ópera Garnier de París, realizadas por Carpegat, quien representó cupidos con pantalones.
El Queen's Hall resolvió la necesidad del centro de Londres de disponer de una sala de conciertos de gran capacidad, ya que otras (como el St James's Hall, al sur de Oxford Circus) se habían quedado pequeñas y tenían graves problemas de seguridad. El Wigmore Hall, por su parte, abrió sus puertas una década más tarde como sala de recitales, pero no era propiamente una sala de conciertos. El Queen's Hall disponía de servicios modernos, como su pórtico abierto para los carruajes, aparcamiento, sala de prensa, espacios públicos y un aduditorio para quinientas personas (el Queen's Small Hall) adjunto al conservatorio. Esta sala de cámara estaba en lo alto del edificio y disponía de ventanas en el techo.

## Inauguración (1893)
La primera vez que el Queen's Hall abrió sus puertas para celebrar un acto público fue la tarde del 25 de noviembre de 1893, cuando Robert Newman organizó una fiesta de niños. Después, dos mil damas y caballeros asistieron a un concierto de la Banda de los Coldstream Guards que incluyó música coral y obras para piano y órgano. A las once de la noche los asientos de la platea fueron recogidos para convertir el lugar en pista de baile. El 27 de noviembre hubo un concierto de gala de la Royal Amateur Orchestral Society, en el que intervino como director el príncipe Alfredo (segundo hijo de la reina Victoria I del Reino Unido). Al concierto asistieron miembros de la familia real, como el príncipe de Gales Eduardo y el príncipe Arturo. Aparte de las obras orquestales, también tocaron el violinista Tivadar Nachéz y cantó el barítono David Frangçon-Davies.
La inauguración oficial tuvo lugar el dos de diciembre. El coro cantó el himno God Save the Queen (en el que intervino como solista la famosa soprano canadiense Emma Albani) y el Himno de Alabanza de Felix Mendelssohn-Bartholdy, dirigido por Frederic Hymen Cowen y con Emma Albani, Margaret Hoare y Edward Lloyd como solistas vocales. En la segunda parte, el programa incluía el concierto Emperador de Beethoven, en el que intervino el pianista Frederick Dawson como solista.

## Conciertos de la Royal Philharmonic
A partir del otoño de 1894 (y hasta 1941), la sala fue sede de la temporada invernal de conciertos que todos los años celebraba la Royal Philharmonic Society, que formalmente tenía su sede en el St James's Hall. En el primer concierto de la Philharmonic que tuvo lugar en el Queen's Hall el director Alexander MacKenzie dirigió el estreno en Inglaterra de la Sinfonía Patética de Chaikovski, que fue recibida con entusiasmo por el público y por ello se interpretó en un concierto extra. En esa misma temporada de 1894-1895 intervinieron Edvard Grieg y Camille Saint-Saëns en sendos conciertos en los que interpretaron sus obras. En el Queen's Hall se estrenaron numerosas obras de los compositores del momento: entre otras, aquí tuvo lugar el 27 de octubre de 1919 el estreno mundial del Concierto para violonchelo y orquesta de Edward Elgar, interpretado por el violonchelista Felix Salmond, la Orquesta Sinfónica de Londres y el propio compositor como director. En la sección de violonchelos de la orquesta tocaba también John Barbirolli, que posteriormente haría una gran carrera como director de orquesta y se convertiría en uno de los mejores intérpretes de esta obra. Los conciertos de la Royal Philharmonic Society siguieron celebrándose aquí hasta 1941. El último concierto estuvo dedicado íntegramente a la música de Johannes Brahms: se tocó la Obertura del festival académico, su Concierto para piano n.º 2 y su Sinfonía nº 1. Los intérpretes fueron la pianista Myra Hess, la Orquesta Filarmónica de Londres y el director Basil Cameron.

## Los Proms (Promenade concerts)

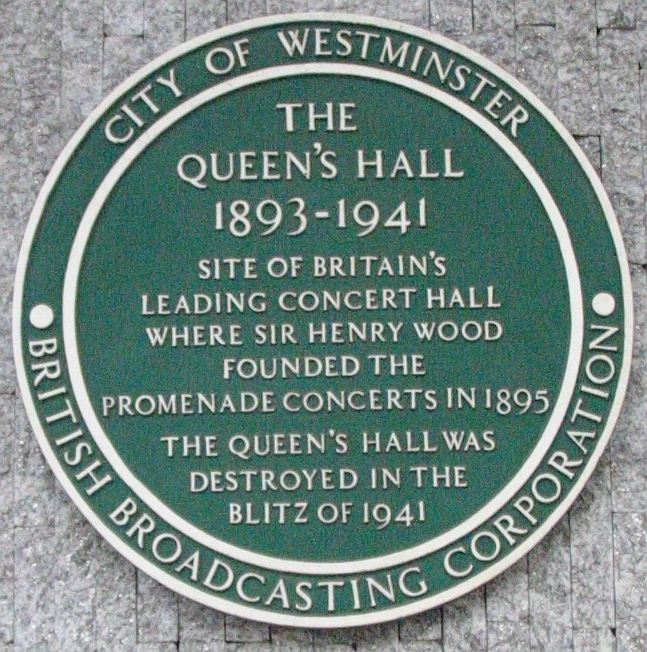
Placa que recuerda el lugar donde se alzaba el Queen's Hall hasta su destrucción en 1941 durante la Segunda Guerra Mundial. Aquí tuvo lugar el primero de los conciertos Proms en 1895.

El 10 de agosto de 1895 se celebró el primer Promenade Concert, a cargo de la recién creada Orquesta del New Queen's Hall, dirigida por Henry J. Wood. El mecenas de Wood, el doctor Cathcart, puso como condición que se adoptara para estos conciertos la afinación continental, distinta de la que se usaba en las orquestas de Inglaterra tras Michael Costa. Por esta razón, se volvió a afinar el órgano del Queen's Hall, y tanto la Philharmonic Society, como el Bach Choir, la Orquesta Sinfónica de Londres, como los conciertos de Felix Mottl y Artur Nikisch, como los Sunday afternoon concerts (que se celebraron a partir del 6 de octubre de 1895) y todos los del Queen's Hall Choir adoptaron el Diapasón Normal. Los Sunday afternoon concerts (Conciertos vespertinos del domingo) estaban a cargo de la Orquesta del New Queen's Hall, y se celebraron regularmente hasta 1924, fecha en la que corrieron a cargo de la Orquesta Sinfónica de Londres y, posteriormente, de la Orquesta Filarmónica de Londres.

## Primeras proyecciones cinematográficas y otros espectáculos
El 14 de enero de 1896 se proyectó por primera vez una película en el Queen's Hall. Lo organizó para socios de la Royal Photographic Society el creador del kineopticon, Birt Acres y su socio, Arthur Melbourne-Cooper. El kineopticon era una versión rudimentaria de lo que luego sería el quinetoscopio.
El empresario Robert Newman estaba interesado en toda clase de nuevos espectáculos para el Queen's Hall. El actor Albert Chevalier, dedicado al music hall, le convenció para organizar espectáculos de variedades en el Queen's Small Hall. La primera función tuvo lugar el 16 de enero de 1899. A diferencia de otras representaciones en teatros más populares, que rozaban la obscenidad, las funciones de variedades del Queen's Hall se caracterizaron por su carácter más elegante y amable.

## Gervase Elwes
En enero de 1921 el tenor inglés Gervase Elwes murió accidentalmente, atropellado por un tren, en la estación de Boston, Estados Unidos. En Gran Bretaña la noticia causó conmoción, se hizo un día nacional de luto y un concierto en su homenaje en el Royal Albert Hall. En Nueva York, en la casa de la Quinta Avenida del magnate Vincent Astor se presentó un busto del cantante realizado por Malvina Hoffman. Este busto fue enviado a Gran Bretaña para instalarlo en el interior del Queen's Hall, con una inscripción de recuerdo de sus amigos norteamericanos. La escultura se inauguró en 1922 y miraba directamente hacia el escenario donde Elwes había cantado en numerosas ocasiones, con gran éxito (entre otras, en mayo de 1916 interpretó The Dream of Gerontius, junto a Clara Butt y el propio compositor de la obra, Edward Elgar, quien dirigió estas funciones en beneficio de la Cruz Roja y que tuvieron lugar durante seis días consecutivos). Los gastos del homenaje a Elwes fueron costeados por Lord Shaftesbury, el cardenal Francis Bourne, el director de orquesta Hugh Allen y el compositor Walford Davies. En el acto de inauguración se interpretaron dos corales de Johann Sebastian Bach dirigidos por Vaughan Williams.

## Crisis de losProms
La muerte de Robert Newman en noviembre de 1926 puso en riesgo la continuidad de los Proms. El administrador William Boosey se oponía absolutamente a la difusión por radio de los conciertos, no admitía la presencia de ningún micrófono en la sala y defendía excluir a los cantantes e instrumentistas que llegaran a acuerdos con la BBC, ya que la emisión radiofónica de los conciertos disminuía la afluencia de público a la sala. Los Proms de la temporada de 1927 estuvieron a punto de suspenderse, hasta que se llegó a un acuerdo de patrocinio con la BBC. El primer concierto de aquella temporada (en el que Wood dirigió la Cockaigne Overture de Elgar) fue el primero que se transmitió desde el Queen's Hall.

## Grabaciones y retransmisiones radiofónicas desde el Queen's Hall
Entre 1930 y 1941, la Orquesta Sinfónica de la BBC interpretó regularmente sus conciertos en el Queen's Hall, conciertos que eran transmitidos por la BBC. Arturo Toscanini, director invitado de la orquesta en la década de 1930, grabó una serie de discos entre 1937 y 1939 que fueron editados en el Reino Unido por HMV y por RCA Victor en los Estados Unidos. Posteriormente, alguno de ellos (así como las grabaciones radiofónicas) se reeditaron en LP y CD por EMI. Estas últimas incluyen interpretaciones históricas de Adrian Boult de la música de Edward Elgar, de Elisabeth Schumann en uno de los proms o una versión de la Sinfonía Concertante de Mozart con Albert Sammons (violín), Bernard Shore (viola) y Wood al frente de la orquesta, en 1936.

## La Segunda Guerra Mundial
Pese a las incursiones aéreas de la aviación nazi, los Proms se siguieron celebrando en el Queen's Hall. Inmediatamente después de la declaración de guerra, la BBC había anunciado en boca de W.W. Thompson la retirada de la Orquesta Sinfónica de la BBC de los conciertos del Queen's Hall y anunció el final de los Proms. Henry Wood, furioso, lo tomó como una descortesía hacia su persona y como un menoscabo a la moral nacional, así que recurrió a la Orquesta Sinfónica de Londres para los conciertos de octubre de 1939. Esta situación se repitió en verano de 1940. Cuando finalmente la Orquesta de BBC estuvo dispuesta a volver a tocar en el Queen's Hall, la sala ya estaba comprometida para otros eventos. Los conciertos continuaron incluso durante las incursiones aéreas nazis y como las estaciones de metro estaban cerradas, a menudo el público debía permanecer hasta el amanecer en el vestíbulo del teatro, por lo que se organizaron actuaciones musicales que continuaban una vez que los conciertos hubieran terminado. El teatro sufrió daños en distintas ocasiones, pero tras las reparaciones pertinentes se mantuvo la actividad de conciertos. La tarde del 10 de mayo de 1941 se interpretó The Dream of Gerontius de Elgar. Los intérpretes fueron los cantantes Muriel Brunskill, Webster Booth y Ronald Stear, la Royal Choral Society, la Orquesta Filarmónica de Londres y el director Malcolm Sargent. Esa misma noche hubo una gran incursión aérea que destruyó numerosos edificios de Londres, entre otros la sala de la Cámara de los Comunes. El Museo Británico y la Abadía de Westminster también sufrieron daños. Una sola bomba incendiaria bastó para que el Queen's Hall desapareciera pasto de las llamas, sin ninguna esperanza de reconstrucción. Lo único que quedó intecto fue un busto de bronce de Henry Wood. No se sabe qué sucedió con el busto de Gervase Elwes. Por añadidura, se perdieron los instrumentos de la Orquesta Filarmónica de Londres, valorados en miles de libras esterlinas. Los Proms continuaron en el Royal Albert Hall, y en 1942 las relaciones entre Wood y la BBC se restablecieron. La Orquesta Sinfónica de la BBC había trasladado sus conciertos radiados y sus sesiones de grabación a la Bedford School. La Orquesta Sinfónica de la BBC se trasladó posteriormente al Royal Festival Hall, que inauguró en 1951 durante el Festival of Britain.
Entre 1954-55 se comisionó un informe coordinado por Lord Robbins sobre las posibilidades de edificar un 'New Queen's Hall', pero se desechó la idea porque habría supuesto una merma de público en las salas londinenses ya existentes.